# Zachyłek dolny torby sieciowej
Zachyłek dolny torby sieciowej (łac. recessus inferior omentalis) – struktura anatomiczna w obrębie jamy brzusznej, część torby sieciowej.
Jama brzuszna wysłana jest otrzewną, błoną surowiczą tworzącą różne mniejsze struktury, jak więzadła, sieci, torby czy zachyłki. Do największych zachyłków należy torba sieciowa. Sama posiada ona swoje własne zachyłki. Jednym z nich jest właśnie zachyłek dolny.
Zachyłek dolny torby sieciowej u człowieka rozumnego prezentuje się rozmaicie w zależności od fazy ontogenezy. Początkowo, w trakcie rozwoju wewnątrzmacicznego, zachyłek ten sięga dnia sieci większej. Po porodzie zmniejsza się on jednak, aż ulega zanikowi. Blaszki wewnętrzne otrzewnej odgraniczające go z obu stron ulegają zrośnięciu i jego światło zanika, tworzy się raczej płyta z dwu blaszek otrzewnej, więzadło żołądkowo-okrężnicze. Proces ten zaczyna się od dołu w kierunku okrężnicy poprzecznej.